# タクシス＝ボルドーニャ＝ヴァルニグラ家

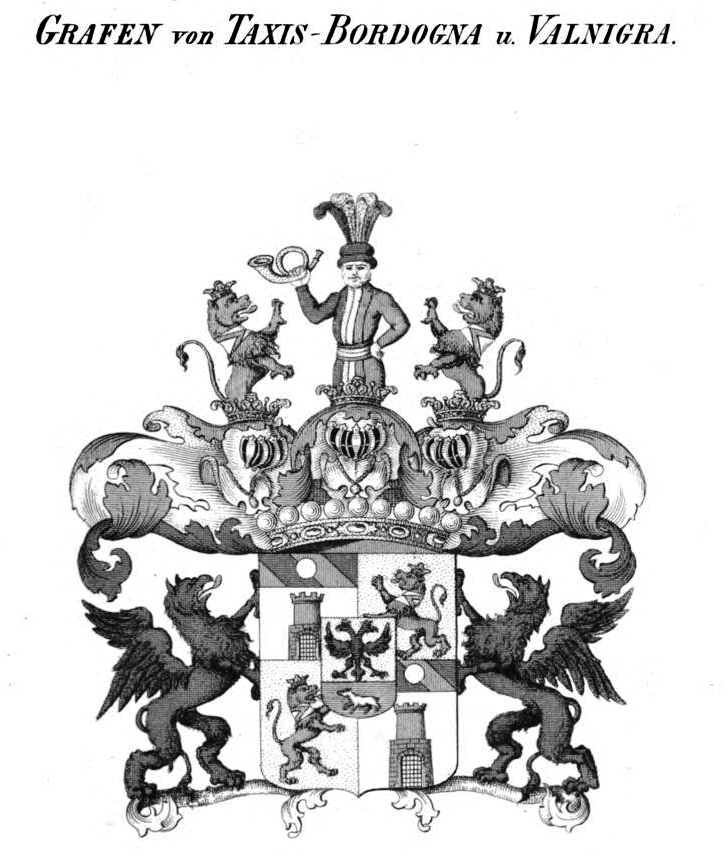
タクシス＝ボルドーニャ＝ヴァルニグラ家の紋章

タクシス＝ボルドーニャ＝ヴァルニグラ家（Taxis-Bordogna-Valnigra）は、トゥルン・ウント・タクシス家の遠祖であるブルゴーニュ公国郵便総監ジョヴァンニ・バッティスタ・デ・タシスの妹の子孫で、ハプスブルク帝国郵便のチロル地域網を代々統轄した家系。

## 歴史
父系のボルドーニャ家で史料上に初めて現れるのは1148年のアンゲルベルトゥス・デ・フォンドラ（Angelbertus de Fondra）であり、系譜を遡れるのは1330年に没したボナゾルス・フォンドラ・デ・ボルドーニャ（Bonazolus Fondra de Bordogna）からである。
ボーノ（ボヌス）・デ・ボルドーニャ・デル・コルネッロは、ブリュッセルに拠点を置くブルゴーニュ公国郵便総監ジョヴァンニ・バッティスタ・デ・タシスの妹エリザベッタ・デ・タシス（1518年没）と結婚し、妻方のタシス（タッソ／タクシス）家の郵便業務に携わり、義兄弟のダヴィデ・デ・タシスからトレントの郵便長官の地位を引き継いだ。
ボーノとエリザベッタの子孫はボルドーニャ・フォン・タクシス（Bordogna von Taxis）またはボルドーニャ・デ・タシス（Bordogna de Tassis）の複合姓を名乗った。同家は後にヴァルニグラの姓をも加え、1714年に神聖ローマ皇帝カール6世から男爵位を与えられた。同家はトレント及びアディジェ川流域一帯の上級世襲郵便長官（Obrist-Erbpostmeister）を務める家系と、ボルツァーノの上級世襲郵便長官を務める家系とに分裂した。ボルツァーノ系は1838年にオーストリア皇帝フェルディナント1世から伯爵に昇叙された。
ラモラル・フォン・タクシス＝ボルドーニャ＝ヴァルニグラ男爵（1900年 - 1966年）は、旧ブラジル帝室の成員でブラジル皇子の称号を持つザクセン＝コーブルク＝ゴータ公子アウグスト・レオポルトの娘テレジア・クリスティアーネと結婚した。夫婦の子孫はタッソ・デ・サクセ＝コブルゴ・イ・ブラガンサ（Tasso de Saxe-Coburgo e Bragança）の複合姓を名乗り、ブラジル国籍を取得して同国旧皇族の分流サクセ＝コブルゴ・イ・ブラガンサ家を構成している。同家の当主カルルシュ・タッソ・デ・サクセ＝コブルゴ・イ・ブラガンサは1973年、デッラ・トッレ伯爵家（トゥルン・ウント・タクシス家が系譜上のつながりを主張している古い名家）が1453年から1905年まで所有していた北イタリア・ファガーニャのヴィラルタ城を購入し、本拠とした。

## 歴代の郵便長官・上級世襲郵便長官一覧
- ボーノ（ボヌス）・デ・ボルドーニャ（1482年 - 1560年） - トレント皇帝郵便長官
- ローレンツ（ロレンツォ）1世・ボルドーニャ・フォン・タクシス（1510年 - 1559年） - トレント皇帝郵便長官
- ヨハン・バプティスト（ジョヴァンニ・バッティスタ）・ボルドーニャ・フォン・タクシス（1538年 - 1593年） - トレント皇帝郵便長官
- ローレンツ（ロレンツォ）2世・ボルドーニャ・フォン・タクシス（1574年 - 1612年） - トレント皇帝郵便長官
- ローレンツ（ロレンツォ）3世・ボルドーニャ・フォン・タクシス（1612年 - 1651年） - トレント皇帝郵便長官

### トレント系
- ペーター・パウル（ピエトロ・パオロ）・ボルドーニャ・フォン・タクシス（1639年 - 1706年[1]） - トレント皇帝郵便長官
- ローレンツ・アントン（ロレンツォ・アントーニオ）・フォン・タクシス＝ボルドーニャ＝ヴァルニグラ男爵（1671年 - 1744年） - トレント上級世襲郵便長官
- ヨハン・フランツ（ジョヴァンニ・フランチェスコ）・フォン・タクシス＝ボルドーニャ＝ヴァルニグラ男爵（1724年 - 1791年） - トレント上級世襲郵便長官
- アロイス・ローレンツ（ルイジ・ロレンツォ）・フォン・タクシス＝ボルドーニャ＝ヴァルニグラ男爵（1750年 - 1805年） - トレント上級世襲郵便長官
- ペーター・ヴィギリウス（ピエトロ・ヴィジーリオ）・フォン・タクシス＝ボルドーニャ＝ヴァルニグラ男爵（1780年 - 1836年） - トレント上級世襲郵便長官
- ヨーゼフ・エマヌエル（ジュゼッペ・エマヌエーレ）・フォン・タクシス＝ボルドーニャ＝ヴァルニグラ男爵（1834年 - 1886年） - トレント上級世襲郵便長官

### ボルツァーノ系
- ローレンツ（ロレンツォ）4世・ボルドーニャ・フォン・タクシス（1651年 - 1723年） - ボルツァーノ皇帝郵便長官
- フェルディナント・フィリップ（フェルディナンド・フィリッポ）・フォン・タクシス＝ボルドーニャ＝ヴァルニグラ男爵（1706年 - 1776年） - ボルツァーノ上級世襲郵便長官
- フランツ・ヨーゼフ（フランチェスコ・ジュゼッペ）・フォン・タクシス＝ボルドーニャ＝ヴァルニグラ男爵（1733年 - 1797年） - ボルツァーノ上級世襲郵便長官
- エーギト（エジーディオ）・フォン・タクシス＝ボルドーニャ＝ヴァルニグラ男爵（1782年 - 1862年[2]） - ボルツァーノ上級世襲郵便長官
- ヨハン・ネポムク（ジョヴァンニ・ネポムチェーノ）・フォン・タクシス＝ボルドーニャ＝ヴァルニグラ男爵（1833年 - 1889年） - ボルツァーノ上級世襲郵便長官
- ヨハン・エーギト（ジョヴァンニ・エジーディオ）・フォン・タクシス＝ボルドーニャ＝ヴァルニグラ男爵（1856年 - 1930年） - ボルツァーノ上級世襲郵便長官

## 引用・脚注
1. ↑  Josef Rübsam: Taxis-Bordogna, Peter Paul von. In: Allgemeine Deutsche Biographie (ADB). Band 37, Duncker & Humblot, Leipzig 1894, S. 523 f.
2. ↑  Josef Rübsam: Taxis-Bordogna, Egid Graf von. In: Allgemeine Deutsche Biographie (ADB). Band 37, Duncker & Humblot, Leipzig 1894, S. 523.